# Erika Kaar

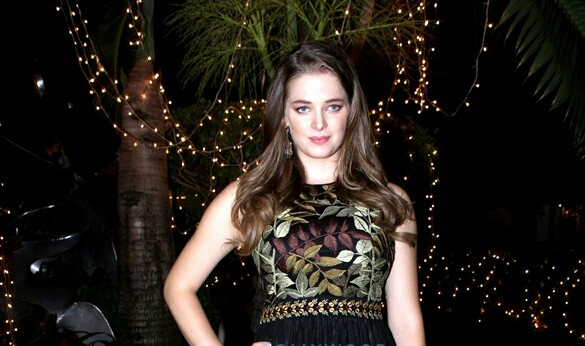

Erika Kaar (* 3. Oktober 1988 in West-Berlin als Erika Karkuszewska) ist eine deutsche Schauspielerin im Vereinigten Königreich.

## Leben
Kaar hatte ihre erste Filmrolle 2014 in der BBC-Miniserie The Passing Bells. Dort spielte sie eine polnische Krankenschwester. 2015 war sie Hauptdarstellerin in der polnischen Fernsehserie Aż po sufit! Ihr Kinodebüt hatte sie 2016 im Bollywoodfilm Shivaay (2016) von Ajay Devgan. 2017 spielte sie in der TV-Serie American Gods von Starz.

## Filmografie (Auswahl)
- 2014: The Passing Bells
- 2014: Blondynka
- 2015: Aż po sufit!
- 2015: Bodo
- 2016: Shivaay
- 2017: Bodo
- 2017: American Gods